# جادو برافو
جادو برافو بلدية في ولاية بارايبا في المنطقة الشمالية الشرقية من البرازيل.